# NGC 5486
NGC 5486 é uma galáxia espiral (Sm) localizada na direcção da constelação de Ursa Major. Possui uma declinação de +55° 06' 11" e uma ascensão recta de 14 horas, 07 minutos e 24,9 segundos.
A galáxia NGC 5486 foi descoberta em 14 de Abril de 1789 por William Herschel.